# Polypedilum pullum
Polypedilum pullum är en tvåvingeart som först beskrevs av Zetterstedt 1838.  Polypedilum pullum ingår i släktet Polypedilum och familjen fjädermyggor. Arten är reproducerande i Sverige. Inga underarter finns listade i Catalogue of Life.